# Aderus sinuatefasciatus
Aderus sinuatefasciatus is een keversoort uit de familie schijnsnoerhalskevers (Aderidae). De wetenschappelijke naam van de soort werd in 1936 gepubliceerd door Maurice Pic.